# Garden Plain (Illinois)
Garden Plain ist eine kleine Siedlung im Whiteside County im Nordwesten des  US-amerikanischen Bundesstaates Illinois. Der Ort liegt in der Garden Plain Township und gehört als Unincorporated Community keiner Gemeinde an.

## Geografie
Garden Plain liegt im Westen des Whiteside County. Der Ort liegt auf 41°48′03″ nördlicher Breite und 90°07′49″ westlicher Länge. Der Mississippi, der die Grenze zu Iowa bildet, liegt rund 3 km westlich. Die Grenze zu Wisconsin verläuft rund 90 km nördlich.
Benachbarte Orte von Garden Plain sind Albany (8 km westlich), East Clinton (6,9 km nordwestlich), Fulton (9,4 km nördlich), Morrison (14,6 km östlich) und Erie (18,3 km südlich).
Die nächstgelegenen größeren Städte sind Dubuque in Iowa (109 km nordnordwestlich), Rockford (133 km nordöstlich), Chicago (216 km östlich), Peoria (165 km südsüdöstlich), die Quad Cities (59,8 km westsüdwestlich) sowie Cedar Rapids in Iowa (147 km westlich).

## Verkehr
Die Garden Plain Road, die Hauptstraße von Garden Plain, ist eine untergeordnete Landstraße. Daneben existieren noch eine Reihe unbefestigter Fahrwege und innerörtlicher Verbindungsstraßen.
Die nächstgelegenen Flughäfen sind der 127 km nordöstlich von Garden Plain gelegene Chicago Rockford International Airport sowie der 61,3 km südwestlich gelegene Quad City International Airport.